# Javanès
El javanès o javanés és la llengua que es parla a les àrees central i oriental de l'illa de Java, a Indonèsia. La parlen aproximadament 75.500.000 persones.
El javanès pertany a la família austronèsia; per tant, està relacionat amb l'indonesi o bahasa indonesia i amb el malai. Molts parlants de javanès també parlen indonesi com a llengua oficial i de negocis.
El javanès pertany a la branca súndica de les llengües malaiopolinèsies occidentals, branca al seu torn de la subfamília malaiopolinèsia de la superfamília austronèsica. És una llengua bastant propera al malai, al sondanès, al madurès, al balinès i, en menor mesura, a diverses llengües de Sumatra i Borneo.

## Característiques
El javanès té vuit vocals (dues d'elles en condició d'al·lòfon segons el tipus de síl·laba) i un repertori ampli de sons oclusius.
És una llengua SVO aglutinant. Els verbs no es conjuguen segons el temps, característica que s'expressa mitjançant auxiliars. Té tres registres ben diferents amb repercussions gramaticals segons el grau de formalitat.

## Parlants
La llengua es parla a Yogyakarta, Java central i oriental, així com a la costa nord de Java Occidental. També es parla en altres llocs pel poble javanès d'altres províncies d'Indonèsia, que són nombrosos a causa del programa de transmigració sancionat pel govern a finals del segle xx, incloses les províncies de Lampung, Jambi i Sumatra Septentrional. A Surinam, el javanès criollitzat es parla entre descendents de migrants de plantacions que van portar els holandesos durant el segle xix. A Madura, Bali, Lombok i la regió de Sunda de Java, també s'utilitza com a llengua literària. Va ser el llenguatge de la cort a Palembang, Sumatra Meridional, fins que el palau fou saquejat pels holandesos a la fi del segle xviii.

Llengües majoritàries parlades a l'illes de Java, Madura i Bali, inclòs el javanès al centre.

El javanès s'escriu amb alfabet llatí, guió javanès i escriptura àrab. En l'actualitat, l'escriptura llatina domina els escrits, tot i que l'escriptura javanesa encara s'ensenya en els nivells d'elemental fins a secundària a Yogyakarta, Java central i oriental.
El javanès és el desè idioma més gran de parlants nadius i el llenguatge més gran sense estatus oficial. És parlat o entès per aproximadament 100 milions de persones. Almenys el 45% de la població total d'Indonèsia és d'ascendència javanesa o viu en una zona on el javanès és la llengua dominant. Tots els set presidents indonesis des del 1945 han estat d'ascendència javanesa. Per tant, no és sorprenent que el javanès hagi influït profundament en el desenvolupament indonesi, la llengua nacional d'Indonèsia.
Hi ha tres dialectes principals de la llengua moderna: javanès central, javanès oriental i javanès occidental. Aquests tres dialectes formen un dialecte continuum del nord de Banten, a l'extrem oest de Java, a la regió de Banyuwangi, al cantó oriental de l'illa. Tots els dialectes javanins són més o menys intel·ligibles entre si.

## Distribució geogràfica
El javanès es parla a tot Indonèsia, als països veïns del sud-est asiàtic, als Països Baixos, al Surinam, a Nova Caledònia i a altres països. Les poblacions de parlants més grans es troben a les sis províncies de Java i a la província veïna de Lampung, a Sumatra.
La llengua es parla a Yogyakarta, Java Oriental Central i Oriental, així com a la costa nord de Java Occidental i Banten. També el parlen els javanesos d'altres províncies d'Indonèsia, que són nombrosos a causa del programa de transmigració sancionat pel govern a finals del segle XX, com ara les províncies de Lampung, Jambi i Sumatra del Nord. A Surinam, el javanès es parla entre els descendents dels migrants de plantacions portats pels holandesos durant el segle xix. A Madura, Bali, Lombok i la regió de Sunda a Java Occidental, també s'utilitza com a llengua literària. Era la llengua de la corte a Palembang, al sud de Sumatra, fins que el palau va ser saquejat pels holandesos a finals del segle xviii.
El javanès s'escriu amb l’alfabet llatí, l'alfabet javanès i l'alfabet àrab. Actualment, l'escriptura llatina domina els escrits, tot i que l'escriptura javanesa encara s'ensenya com a part de l'assignatura obligatòria de llengua javanesa des de l'escola primària fins a l'escola secundària a Yogyakarta, Java Central i Oriental.
El javanès és la vint-i-dosena llengua més parlada pels parlants nadius i la setena llengua més parlada sense estatus oficial a nivell nacional. És parlat o entès per aproximadament 100 milions de persones. Almenys el 45% de la població total d'Indonèsia és d'ascendència javanesa o viu en una zona on el javanès és la llengua dominant. Tots set presidents indonesis des del 1945 han estat d'ascendència javanesa. Sukarno tenia un pare javanès i una mare balinesa, Habibie té un pare d'origen Gorontalo i una mare javanesa, mentre que Megawati és la filla de Sukarno a través de la seva dona, que és de Bengkulu. Per tant, no és sorprenent que el javanès hagi tingut una profunda influència en el desenvolupament de l'indonesi, la llengua nacional d’Indonèsia.
Hi ha tres dialectes principals de la llengua moderna: el javanès central, el javanès oriental i el javanès occidental. Aquests tres dialectes formen un continu dialectal des del nord de Banten, a l'extrem oest de Java, fins a la regència de Banyuwangi, a la cantonada oriental de l'illa. Tots els dialectes javanesos són més o menys mútuament intel·ligibles.
Una taula que mostra el nombre de parlants nadius el 1980, per a les 22 províncies indonèsies (d'un total de 27) on més de l'1% de la població parlava javanès:
| Província Indonèsia                                           | % de població provincial | Parlants de Javanès (1980) |
| ------------------------------------------------------------- | ------------------------ | -------------------------- |
| Aceh                                                          | 6,7%                     | 175.000                    |
| Sumatra Septentrional                                         | 21,0%                    | 1.757.000                  |
| Sumatra Occidental                                            | 1,0%                     | 56.000                     |
| Província de Jambi                                            | 17,0%                    | 245.000                    |
| Sumatra Meridional                                            | 12,4%                    | 573.000                    |
| Bengkulu                                                      | 15,4%                    | 118.000                    |
| Lampung                                                       | 62,4%                    | 2.886.000                  |
| Riau                                                          | 8,5%                     | 184,000                    |
| Jakarta                                                       | 3,6%                     | 236.000                    |
| Java Occidental (el 1980 va incloure la província de Banten}} | 13,3%                    | 3.652.000                  |
| Java Central                                                  | 96,9%                    | 24,579,000                 |
| Yogyakarta                                                    | 97,6%                    | 2.683.000                  |
| Java Occidental                                               | 74,5%                    | 21.720.000                 |
| Bali                                                          | 1,1%                     | 28.000                     |
| Kalimantan Occidental                                         | 1,7%                     | 41.000                     |
| Kalimantan Central                                            | 4,0%                     | 38.000                     |
| Kalimantan Meridional                                         | 4,7%                     | 97.000                     |
| Kalimantan Oriental                                           | 10,1%                    | 123.000                    |
| Sulawesi Septentrional                                        | 1,0%                     | 20.000                     |
| Sulawesi Central                                              | 2,9%                     | 37.000                     |
| Sulawesi del sud-oest                                         | 3,6%                     | 34.000                     |
| Província de les Moluques                                     | 1,1%                     | 16.000                     |

Les dades provenen del cens de 1980, tal com ho proporciona James J. Fox and Peter Gardiner and published by S. A. Wurm and Shiro Hattori, eds. 1983. Language Atlas of the Pacific Area, Part II: (Insular South-East Asia), Canberra.
Segons el cens de 1980, el javanès s'utilitzava diàriament en aproximadament el 43% de les llars indonèsies. Segons aquest càlcul, hi havia més de 60 milions de parlants de javanès, d'una població de 147.490.298 habitants à Indonèsia.
Cal aclarir la distribució de persones que viuen en llars de parla javanesa a Java Oriental i Lampung. Per a Java Oriental, els percentatges de parla diària són els següents: 74,5 javanès, 23,0 madurès i 2,2 indonesi. Per a Lampung, els percentatges oficials són 62,4 javanès, 16,4 lampungès i altres llengües, 10,5 sundanès i 9,4 indonesi. Les xifres estan una mica desactualitzades per a algunes regions, especialment Jakarta; però es mantenen més o menys estables per a la resta de Java. A Jakarta, el nombre de javanesos s'ha multiplicat per deu en els darrers 25 anys. D'altra banda, a causa del conflicte, el nombre de javanesos a Aceh podria haver disminuït. També és rellevant que Banten s'hagi separat de la província de Java Occidental l'any 2000.

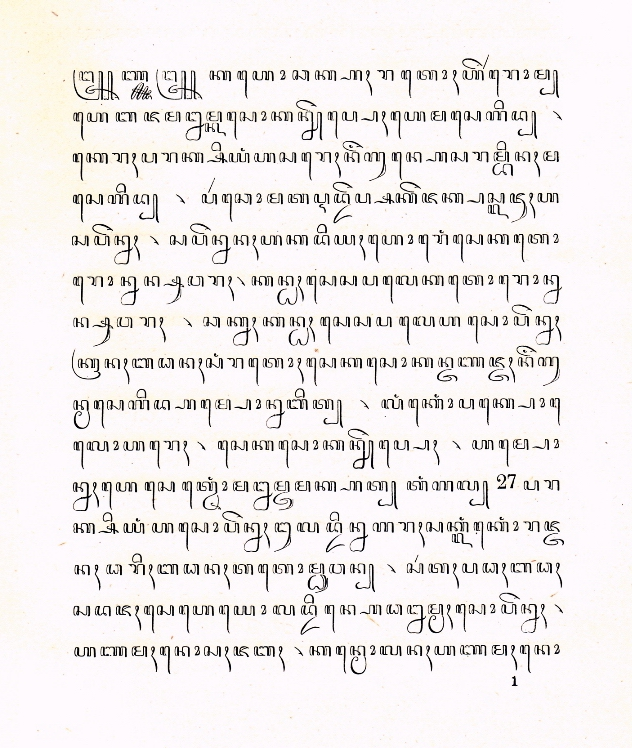
madurès en alfabet javanès

A Banten, els descendents dels conqueridors del Java Central que hi van fundar el sultanat islàmic al segle xvi encara parlen una forma arcaica de javanès. La resta de la població parla principalment sundanès i indonesi, ja que aquesta província limita directament amb Jakarta.
Almenys un terç de la població de Jakarta és d'ascendència javanesa, per la qual cosa parla javanès o en té coneixement. A la província de Java Occidental, molta gent parla javanès, especialment els que viuen a les zones frontereres amb Java Central, la pàtria cultural dels javanesos.
Gairebé una quarta part de la població de la província de Java Oriental són maduresos (principalment a l’illa de Madura); molts maduresos tenen algun coneixement del javanès col·loquial. Des del segle xix, el madurès també s'escrivia amb l'alfabet javanès.
Els habitants originals de Lampung, els lampungesos, només representen el 15% de la població provincial. La resta són els anomenats transmigrants, colons d'altres parts d'Indonèsia, molts com a resultat de programes de transmigració governamentals anteriors. La majoria d'aquests transmigrants són javanesos que s'hi han establert des del segle xix.
A Surinam (l'antiga colònia neerlandesa de Surinam), Amèrica del Sud, aproximadament el 15% de la població, d'uns 500.000 habitants, és d'ascendència javanesa, dels quals 75.000 parlen javanès. Va evolucionar una variant local: el Tyoro Jowo-Suriname o javanès de Surinam.

## Història
En general, la història de la llengua javanesa es pot dividir en dues fases diferents: 1) Javanès antic i 2) Javanès nou. 

### Javanès antic
La forma més antiga testimoniada de javanès antic es pot trobar a la inscripció de Sukabumi a la regència de Kediri, Java Oriental, que data de l'any 804 dC. Va ser àmpliament utilitzat en la literatura i la traducció del sànscrit des del segle X; al segle xvii, l'escriptura s'identifica com a carakan. Entre els segles VIII i XV, aquesta forma de javanès va florir a l'illa de Java. El javanès antic s'escriu habitualment en forma de versos. Aquesta varietat lingüística també s'anomena kawi o dels poetes, poètics, tot i que aquest terme també es podria utilitzar per referir-se als elements arcaics de la literatura neojavanesa. El sistema d'escriptura utilitzat per escriure el javanès antic és un descendent de l’escriptura pallava de l'Índia. Gairebé la meitat de tot el vocabulari que es troba a la literatura javanesa antiga són préstecs sànscrits, tot i que el javanès antic també va manllevar termes d'altres llengües del sud-est marítim asiàtic.
La forma de javanès antic que es troba en uns quants textos des del segle XIV (principalment escrits a Bali) de vegades es coneix com a javanès mitjà. Tant les formes escrites del javanès antic com del javanès mitjà no s'han utilitzat àmpliament a Java des de principis del segle xvi. Tanmateix, les obres i la tradició poètica javaneses antigues continuen conservant-se a la Bali d'influència javanesa, i la varietat també s'utilitza amb finalitats religioses.

### Javanès modern
El javanès modern va emergir com la principal forma literària de la llengua al segle xvi. El canvi en el sistema literari va ocórrer quan l'Islam va començar a guanyar influència a Java. En la seva forma inicial, la forma literària javanesa moderna es basava en la varietat parlada a la costa nord de Java, on l'islam ja havia guanyat terreny entre la població local. Moltes de les obres escrites d'aquesta varietat eren de naturalesa islàmica, i diverses d'elles eren traduccions d'obres en malai. L’alfabet àrab també es va adoptar (com a Pegon) per escriure javanès. 
L'auge de Mataram al segle xvii va canviar la principal forma literària del javanès per basar-se en la varietat interior. Aquesta tradició escrita va ser preservada pels escriptors de Surakarta i Yogyakarta, i més tard es va convertir en la base de l'estàndard escrit modern de la llengua. Un altre desenvolupament lingüístic associat amb l'auge de Mataram és l'estratificació del javanès en nivells de parla com ara ngoko i krama, que eren desconeguts en javanès antic.
Els llibres en javanès s'han imprès des de la dècada del 1830, inicialment utilitzant l’alfabet javanès, tot i que l’alfabet llatí va començar a utilitzar-se més tard. Des de mitjans del segle xix, el javanès s'ha utilitzat en diaris i relats de viatges, i més tard, també en novel·les, contes i versos lliures. Avui dia, s'utilitza en els mitjans de comunicació, des de llibres fins a programes de televisió, i la llengua també s'ensenya a les escoles de zones principalment javaneses.
Tot i que el javanès no és una llengua nacional, té un estatus reconegut com a llengua regional a les tres províncies indonèsies amb les més grans concentracions de javanesos: Java Central, Yogyakarta i Java Oriental. El javanès està designat com a llengua oficial de la Regió Especial de Yogyakarta segons el Reglament de la Regió Especial de Yogyakarta número 2 de 2021. Anteriorment, Java Central va promulgar una regulació similar —la Regulació Regional 9/2012 —, però això no implicava un estatus oficial per a la llengua.
El javanès s'ensenya a les escoles i s'utilitza en alguns mitjans de comunicació, tant electrònicament com impresos. Tanmateix, ja no hi ha cap diari en javanès. Les revistes en javanès són Panjebar Semangat, Jaka Lodhang, Jaya Baya, Damar Jati i Mekar Sari. Damar Jati, una nova revista en javanès, apareguda el 2005, no es publica al cor de Java, sinó a Jakarta.
Des del 2003, una emissora de televisió local de Java Oriental (JTV) ha emès alguns dels seus programes en el dialecte de Surabaya (Suroboyoan), incloent-hi Pojok Kampung ('Village Corner', informatiu principal), Kuis RT/RW ("RT/RW Quiz") i Pojok Perkoro (Case Corner, un informatiu sobre delictes). En emissions posteriors, JTV ofereix programes en el dialecte central de java (anomenat per ells basa kulonan, 'la llengua occidental') i madurès. Els parlants del dialecte de Suroboyo són coneguts per estar orgullosos del seu dialecte distintiu i mantenir-lo constantment allà on van.

## Sistema d'escriptura

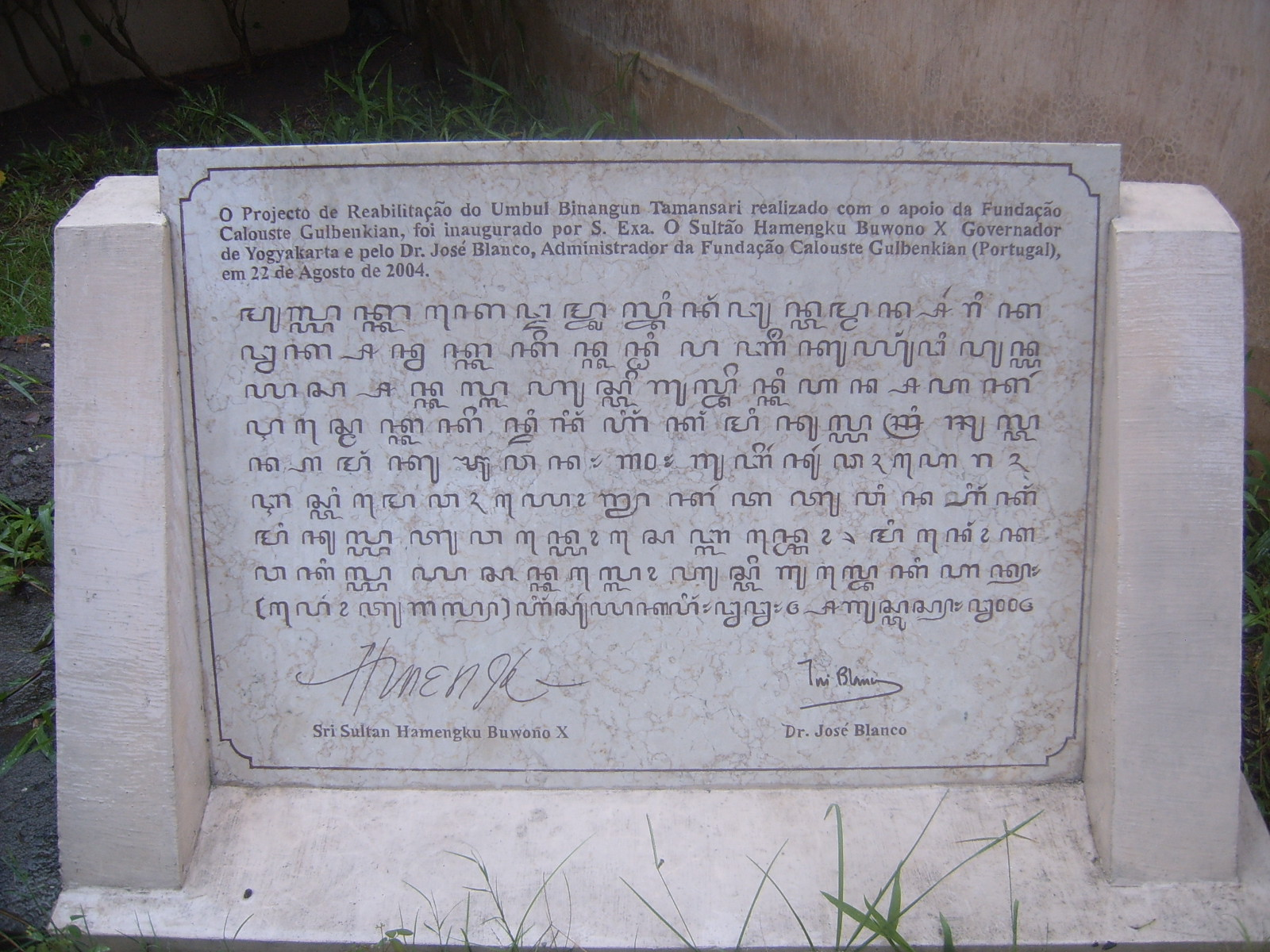
Un text bilingüe modern en portuguès i javanès a Yogyakarta

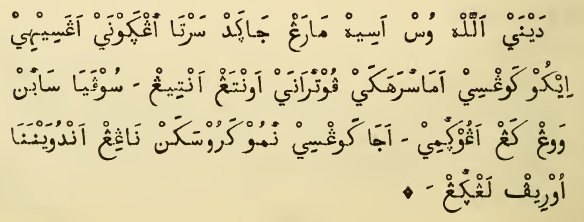
John 3:16 en javanès escrit en alfabet àrab (variant pegon).

El javanès s'ha escrit tradicionalment amb alfabet javanès. El javanès i l’escriptura balinesa relacionada són variants modernes de l'antiga escriptura kawi, una escriptura brahmàtica introduïda a Java juntament amb l'hinduisme i el budisme.
L'escriptura javanesa és un alfasil·labari. Cadascuna de les vint lletres representa una síl·laba amb una consonant (o una consonant zero) i la vocal inherent 'a' que es pronuncia com a /ɔ/ en posició oberta. Diversos diacrítics col·locats al voltant de la lletra indiquen una vocal diferent de [ɔ], una consonant final o una pronunciació estrangera.
Les lletres tenen formes de subíndex que s'utilitzen per transcriure grups consonàntics, tot i que les formes són relativament senzilles i no tan diferents com les formes conjuntes del devanagari. Algunes lletres només són presents en javanès antic i van quedar obsoletes en javanès modern. Algunes d'aquestes lletres es van convertir en formes majúscules utilitzades en noms propis. La puntuació inclou una coma; un punt; un signe que cobreix els dos punts, les cometes i indica els numerals; i signes per introduir un capítol, un poema, una cançó o una carta.
Tanmateix, el javanès també es pot escriure amb l’escriptura àrab (coneguda com a escriptura pegon) i avui dia generalment s'utilitza l'escriptura llatina en lloc de l'escriptura javanesa per a fins pràctics. El 1926 es va introduir una ortografia llatina basada en el neerlandès, revisada entre 1972 i 1973; ha substituït en gran manera el carakan.